# 费勒兰
费勒兰（法語：Fellering，發音：[fɛlʁɛ̃] ⓘ）是法国上萊茵省坦恩-盖布维莱尔区的市镇，面积21.29平方千米，2022年1月1日人口为1,585人。

## 地理
费勒兰（47°53'46"N, 6°59'11"E）面积21.29 平方千米，位于法国大東部大區上莱茵省，该省份为法国东部内陆省份，是阿尔萨斯的一部分，今与下莱茵省组成了阿尔萨斯欧洲集体，其北临下莱茵省，西接孚日省，西南接贝尔福地区省，东侧沿莱茵河与德国相望，南与瑞士接壤。
与费勒兰接壤的市镇（或旧市镇、城区）包括：克吕特、奥德伦、于瑟朗韦塞尔兰、朗斯帕克、文特龙、洛唐巴克泽、林塔勒、比桑。
费勒兰的时区为UTC+01:00、UTC+02:00（夏令时）。

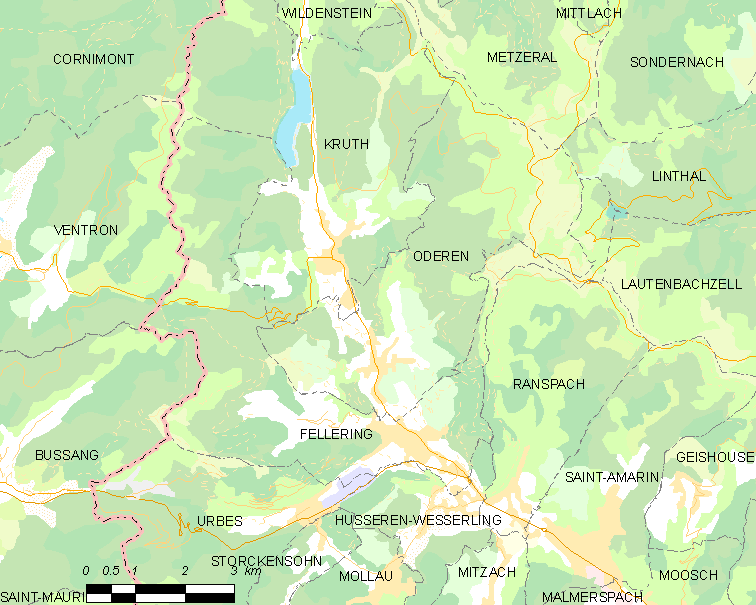
费勒兰的OSM定位图

## 行政
费勒兰的邮政编码为68470，INSEE市镇编码为68089。

## 政治
费勒兰所属的省级选区为塞尔奈县。

## 人口

1962-2008年间费勒兰人口变化图示

费勒兰于2022年1月1日时的人口数量为1585人。